# فرمانت (ایلینوی)
فرمانت (به انگلیسی: Fairmont) یک حوزه سرشماری در ایالات متحده آمریکا است که در ایلینوی واقع شده‌است. فرمونت  ۲٬۴۵۹ نفر جمعیت دارد.